# 강성진 (작가)
강성진은 대한민국의 드라마 작가이다.

## 주요 작품
- KBS 《늙은 양아치의 노래》 (2007년)
- KBS 《다 줄거야》 (2009년)
- KBS 《지성이면 감천》 (2013년)
- KBS 《우리집 꿀단지》 (2015년)